# Wapen van Reek

Wapen van Reek

Het wapen van Reek werd op 14 oktober 1818 verleend door de Hoge Raad van Adel aan de Noord-Brabantse gemeente Reek. Per 1 juli 1942 ging Reek op in de gemeente Schaijk. Het gemeentewapen kwam daardoor te vervallen. Het wapen van Reek werd gecombineerd met het wapen van Schaijk tot een nieuw gemeentewapen per 1959. Sinds 1994 maakt Reek onderdeel uit van de gemeente Landerd.

## Blazoenering
De blazoenering van het wapen luidde als volgt:
Diagonaal verdeeld, het eerste van goud, het tweede van lazuur, beladen met een barre van zilver, waarop de letters R. R. R. van sabel zijn geplaatst.
De heraldische kleuren zijn goud (goud of geel), lazuur (blauw), zilver (wit) en sabel (zwart). 

## Verklaring
Omdat Reek vroeger deel uitmaakte van het Maaskantgericht van het Land van Ravenstein kende Reek geen eigen zegel of wapen. De burgemeester greep toen terug op het dappere gedrag van Reekse bevolking tegen het einde van de Franse bezetting in 1814. Toen het Franse garnizoen zich nog te Grave bevond en belegerd werd, vielen de Rekenaren telkens verwoed aan. Op 15 januari 1814 richtten ze in zicht van de Fransen als eersten de vlag op om duidelijk te maken dat Grave met militaire macht bezet was. Als beloning mochten ze in het gemeente wapen de letters R R R voeren: Reek Religione Regi, oftewel Reek voor godsdienst en vorst. Bij de aanvraag werd de kleuren oranje-wit-blauw en allerlei versierselen aangevraagd. Deze laatste zijn achterwege gelaten.

## Verwante wapens

Wapen van Schaijk per 1959

Aalburg
· Aalst
· Aarle-Rixtel
· Alem 
· Alem, Maren en Kessel
· Almkerk
· Alphen en Riel
· Andel
· Baardwijk
· Bakel en Milheeze
· Beek en Donk
· Beers
· Berghem
· Berkel-Enschot
· Berlicum
· Besoyen
· Beugen en Rijkevoort
· Bladel en Netersel
· Bokhoven
· Borkel en Schaft
· Boxmeer
· Budel
· Capelle
· Chaam
· Cromvoirt
· Cuijk
· Cuijk en Sint Agatha
· De Werken en Sleeuwijk
· Den Dungen
· Deurne en Liessel
· Dieden, Demen en Langel
· Diessen
· Dinteloord (en Prinsenland)
· Dinther
· Dommelen
· Drongelen, Haagoort, Gansoijen en Doeveren
· Drunen
· Duizel en Steensel
· Dussen
· Eersel
· Eethen
· Emmikhoven en Waardhuizen
· Empel en Meerwijk
· Engelen
· Erp
· Esch
· Escharen
· Fijnaart en Heijningen
· Gassel
· Geffen
· Geldrop
· Gemert
· Genderen
· Gestel en Blaarthem
· Giessen
· Ginneken en Bavel
· Grave
· 's Gravenmoer
· Haaren 
· Halsteren
· Haps
· Haren en Macharen
· Hedikhuizen
· Heesch
· Heeswijk
· Heeswijk-Dinther
· Heeze
· Helvoirt
· Herpt
· Hoeven
· Hooge en Lage Mierde
· Hooge en Lage Zwaluwe
· Hoogeloon, Hapert en Casteren
· Huijbergen
· Kessel
· Klundert
· Landerd
· Leende
· Liempde
· Lierop
· Lieshout
· Linden
· Lith
· Luyksgestel
· Maarheeze
· Maasdonk
· Maashees en Overloon
· Made en Drimmelen
· Maren
· Meeuwen
· Megen, Haren en Macharen
· Mierlo
· Mill en Sint Hubert
· Moergestel
· Nederwetten en Eckart
· Nieuw-Ginneken
· Nieuw-Vossemeer
· Nieuwkuijk
· Nistelrode
· Nuenen en Gerwen
· Nuland
· Oeffelt
· Oerle
· Oijen en Teeffelen
· Oost-, West- en Middelbeers
· Oploo, Sint Anthonis en Ledeacker
· Ossendrecht
· Oud en Nieuw Gastel
· Oudenbosch
· Oudheusden
· Princenhage
· Prinsenbeek
· Putte
· Raamsdonk
· Ravenstein
· Reek
· Reusel
· Riethoven
· Rijsbergen
· Rijswijk
· Roosendaal en Nispen
· Rosmalen
· Sambeek
· Schaijk
· Schijndel
· Sint Anthonis
· Sint-Michielsgestel
· Sint-Oedenrode
· Soerendonk, Sterksel en Gastel
· Sprang
· Sprang-Capelle
· Standdaarbuiten
· Stiphout
· Stratum
· Strijp
· Terheijden
· Teteringen
· Tongelre
· Uden
· Udenhout
· Veen
· Veghel
· Veldhoven en Meerveldhoven
· Velp
· Vessem, Wintelre en Knegsel
· Vierlingsbeek
· Vlierden
· Vlijmen
· Vrijhoeve-Capelle
· Wanroij
· Waspik
· Werkendam
· Westerhoven
· Wijk en Aalburg
· Willemstad
· Woensel (en Eckart)
· Woudrichem
· Wouw
· Zeeland
· Zesgehuchten
· Zevenbergen